# Cristianismo y derechos de los animales

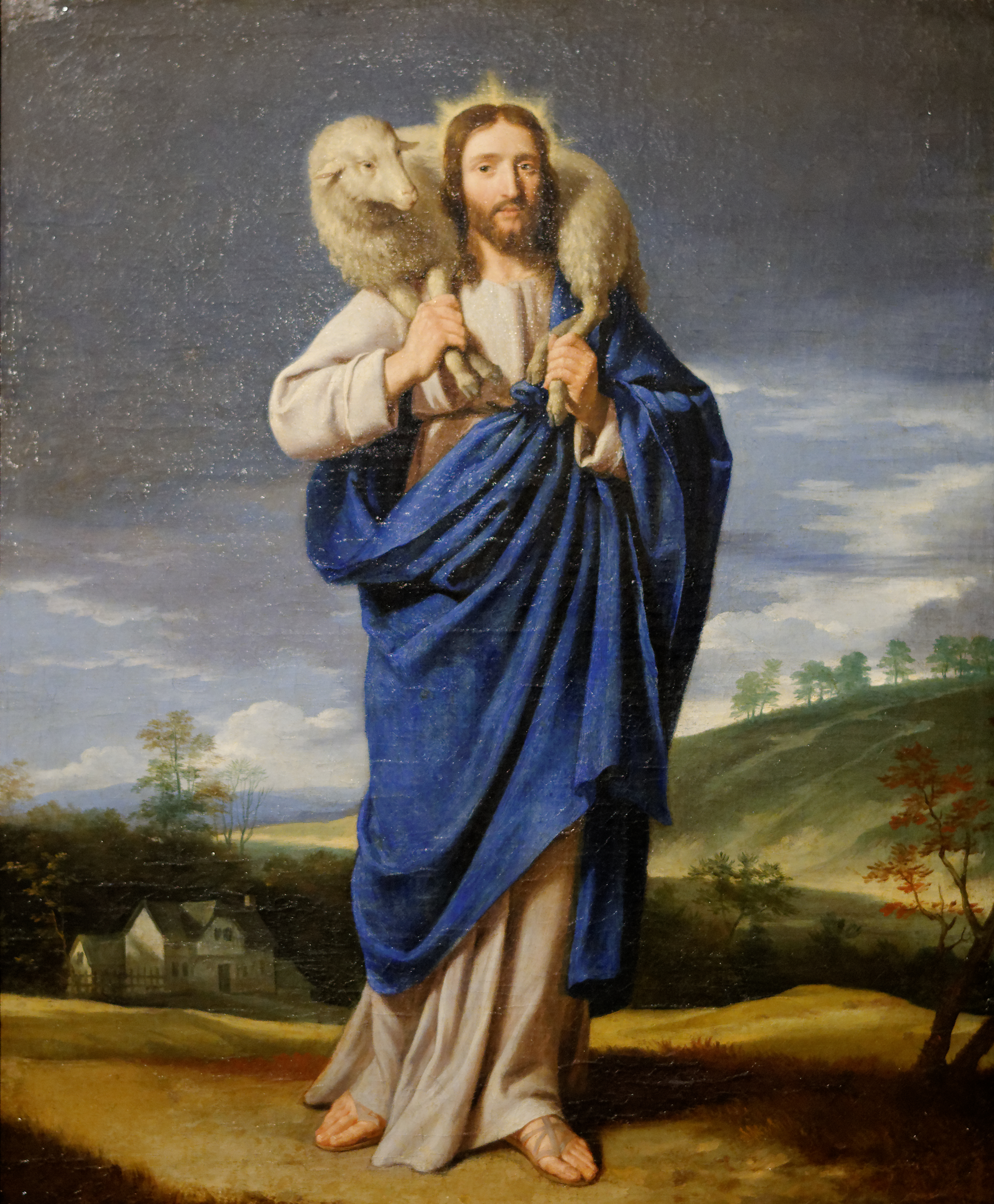
Las representaciones de Jesús a menudo lo han mostrado en términos de alegorías relacionadas con animales, como la del " Buen Pastor ". Como ejemplo de ello tenemos esta obra del siglo XVI de Philippe de Champagne.

La relación entre el cristianismo y los derechos de los animales es compleja, pues diferentes comunidades cristianas llegan a diferentes conclusiones sobre el estatus de los animales. El tema está estrechamente relacionado con las prácticas de los vegetarianos cristianos y los diversos movimientos ambientalistas cristianos, pero es más amplio.
Muchos filósofos cristianos y figuras sociopolíticas han declarado que los cristianos deben seguir el ejemplo de Jesús y tratar a los animales de una manera que exprese compasión y demuestre la mayordomía respetuosa de la humanidad sobre el medio ambiente. William Wilberforce, cofundador de la Royal Society for the Prevention of Cruelty to Animals, es un ejemplo. Grandes organizaciones en las que una amplia variedad de grupos trabajan juntos, como la Sociedad Protectora de Animales de los Estados Unidos, han emprendido actividades de divulgación religiosa utilizando tales argumentos.
Andrew Linzey ha señalado que sería un error ver al cristianismo como un enemigo inherente de los derechos de los animales, ya que la teología cristiana, como todas las demás tradiciones religiosas, aporta ideas únicas para considerar que la vida animal tiene un valor fundamental. A lo largo de la historia, ha habido pensadores cristianos que han planteado cuestiones éticas difíciles sobre el estatus moral de los animales. Francisco de Asís es quizás el ejemplo más conocido.
Muchos fundadores de iglesias han recomendado el vegetarianismo por razones éticas, como William Cowherd de la Iglesia Cristiana Bíblica, Ellen G. White de los Adventistas del Séptimo Día y John Wesley, el fundador del metodismo . Cowherd ayudó a establecer la primera Sociedad Vegetariana del mundo en 1847. Las perspectivas vegetarianas de Wesley inspiraron a una generación posterior a establecer la Sociedad Vegetariana Estadounidense en 1850. Algunas corrientes cristianas como los Adventistas del Séptimo Día han incorporado doctrinas vegetarianas fundamentales.
El surgimiento del cristianismo puso fin a los sacrificios de animales. Además, el concepto teológico de la esperanza cristiana introduce la idea del Reino Apacible que se encuentra en la Biblia hebrea, que visualiza una coexistencia pacífica de animales como lobos y corderos.

## Antecedentes

### Contexto bíblico

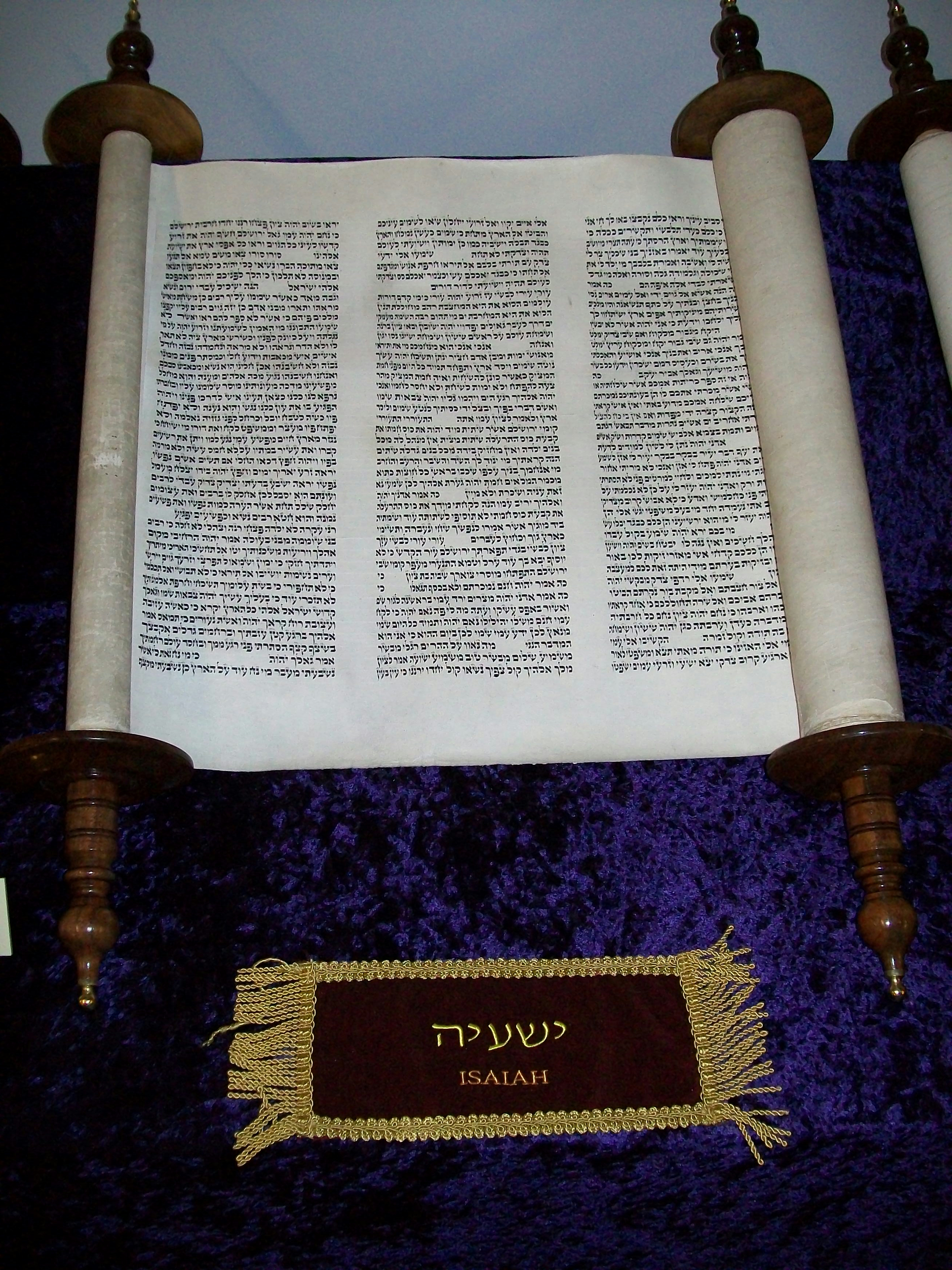
El Libro de Isaías, escrito en el hebreo original, en un rollo de cuero.

La Biblia ofrece posiciones variadas en lo que respecta al apoyo que podría ofrecer para el argumento por los derechos de los animales. Esto se ve en la narración de la creación en el Libro del Génesis . Por un lado, Génesis 1:26–30 dice que los humanos, por haber sido creados a la imagen de Dios, han de ejercer dominio sobre los animales no humanos. Peter Singer cree que esto ha sido utilizado por muchos teólogos cristianos a lo largo de la historia de la Iglesia para justificar la idea de que los animales no humanos existen solo para servir o ser útiles a los humanos, lo que lamentablemente ha llevado a muchos abusos de animales a manos de humanidad. En tiempos recientes, teólogos cristianos como Ryan Patrick Mclaughlin sugieren que una lectura más precisa de Génesis 1:26–28 y 1:29–30 demuestra que Dios originalmente prescribió una dieta basada en plantas no solo para los humanos sino para todos los animales no-humanos terrestres (aunque una interpretación académica alternativa es que el pasaje describe a Dios como el proveedor de los recursos-base para el resto de la cadena alimenticia):
Dios dijo: Mirad, os he dado toda planta que da semilla que está sobre la faz de toda la tierra, y todo árbol que da semilla en su fruto; os servirán de alimento. Y a toda bestia de la tierra, y a toda ave de los cielos, y a todo lo que se arrastra sobre la tierra, todo lo que tiene aliento de vida, toda planta verde les he dado por alimento". Y así fue.
Esto lleva a admitir que, cualquiera que sea el significado de 'dominio', debe ser compatible con la idea de no comer ningún animal. Lo anterior sugiere que 'dominio' debe entenderse en términos de 'cuidar', 'gobernar', 'ser responsable de' o 'guiar', y, de hecho, algunas traducciones de la Biblia en inglés, como la NVI, NLT y Message, usan tales términos en lugar del antiguo concepto de 'dominio'.
Además, en el relato de Génesis, cada etapa de la creación es declarada 'buena' por Dios, y el conjunto es declarado 'muy bueno'. Esto sugiere que Dios valora todo lo que ha hecho, incluidas todas sus criaturas. Como dice Andrew Linzey, esto proporciona la base para una visión muy positiva de los animales y su valor.
Otros pasajes que presentan una visión positiva de los animales y sugieren que la actitud de la humanidad hacia ellos debe ser una de responsabilidad solidaria, son:
- Ëxodo 23:4-12 que instruye a los israelitas cuidar a todo buey y asno que se encuentren en propiedad de sus enemigos.
- Salmos 104:31 afirma que Dios se regocija en todas sus obras, en todo lo que ha creado.
- Proverbios 12:10 que dice que "un hombre justo cuida de la salud de sus animales".
- Mateo 10:29 en el que Jesús habla de los gorriones como animales que no son valorados por los humanos, pero que Dios todavía conoce y recuerda.
- Mateo 23:37 que compara el amor de Jesús por Jerusalén y sus habitantes con el cuidado que una gallina da a sus polluelos.

Sin embargo, también hay pasajes que parecen condonar el uso de animales no humanos de varias maneras, principalmente en sacrificios religiosos y como alimento. Más específicamente, el consumo de carne y otras formas de usar algunos animales para el beneficio humano reciben una aprobación explícita de Dios en los eventos que siguen a la expulsión del Edén y hasta el final del diluvio global . Una sección de Génesis 9:3 (NVI) dice: "Así como les di las plantas verdes, ahora les doy todo".
El punto de vista bíblico tradicional (especialmente en el Antiguo Testamento )[cita requerida] ) compartido por judíos y cristianos es que Dios distinguió al hombre de los animales y le dio al hombre control sobre aquellos en beneficio de éste, pero también que Dios le dio al hombre pautas morales para evitar la crueldad hacia los animales o su sufrimiento innecesario.
En particular, el sacrificio de animales juega un papel relevante en muchas secciones de la Biblia, lo que refleja la naturaleza generalizada de la práctica en el judaísmo primitivo. Ejemplos específicos incluyen Levítico 1:2 (NVI): "Habla a los israelitas y diles: 'Cuando alguno de ustedes traiga una ofrenda al Señor, traiga como su ofrenda un animal de la manada o el rebaño'". No existe un consenso en cuanto al significado exacto y el razonamiento detrás de dichos sacrificios, incluso si se han interpretado como quizás símbolo del "regreso a Dios" en el sentido de 'poder sobre la vida',  de un tributo reverencial a Dios por haber sido el hacedor de toda la Creación. Como señaló el teólogo Andrew Linzey, "no existe una visión única de los sacrificios de animales, incluso por parte de quienes los practicaban".
En relación con el tema de la vida después de la muerte y el mundo venidero, las descripciones del cielo describen una existencia sin violencia ni conflictos entre los animales no humanos o en su relación con las personas. Por ejemplo, Isaías 65:25 (NVI) dice: “El lobo y el cordero pacerán juntos, y el león comerá paja como el buey, pero el polvo será el alimento de la serpiente. No se lastimarán ni destruirán en todo mi santo monte, dice el Señor.”  La descripción de cómo se verá la nueva tierra ideal de Dios puede interpretarse como una señal de que los seres humanos deben minimizar la violencia hacia los animales, tanto como sea posible.
Jesucristo en el Nuevo Testamento existe no solo como la figura teológica central en el pensamiento cristiano, sino también como un ícono moral que se debe considerar como una inspiración en términos de ética cristiana . Se puede observar en los evangelios canónicos, que Jesús comió la cena de Pascua que incluía carne (por ejemplo, Mateo 26:17-20). No se identificó como vegetariano y no actuó como tal. Los pasajes bíblicos asocian a Jesús y sus seguidores con la pesca, lo que podría ser un apoyo implícito para comer proteína animal (al menos de ese tipo). Jesús montó en un burro (Marcos 11:7, Mateo 21:4-7, Juan 12:14,15). Sin embargo, en el contexto más amplio de los derechos de los animales, la alegoría de Jesús como el personaje de ' Buen Pastor ', uno que llega al punto de "dar su vida por las ovejas", establece el concepto moral de que aquellos que son más fuertes y poderosos deben estar dispuestos a sacrificarse por los más débiles y menos poderosos: todo por amor. Esto puede ser tomado como inspiración para la defensa del bienestar animal por parte de los cristianos modernos.
El primer concilio apostólico dijo a los cristianos que se abstuvieran de comer carne de animales que hubieran sido estrangulados, pero no les prohibió comer otro tipo de carne (Hechos 15:29). Pablo escribe a los romanos, en el contexto de la libertad de elección: "El que come carne, lo hace para el Señor, porque da gracias a Dios" (Romanos 14, 6), sin condenar esta actividad. Escribiendo a los cristianos de Corinto, les dijo: "Comed todo lo que se vende en la carnicería" (1 Corintios 10:25). Lejos de desalentar el consumo de carne, Pablo comparó a los vegetarianos con las personas de fe débil: "La fe de una persona le permite comer cualquier cosa, pero otra, cuya fe es débil, come sólo vegetales" (Romanos 14:2).
Las enseñanzas y el surgimiento del cristianismo terminaron con el sacrificio de animales, ya que los cristianos creen que Jesús murió por todos los pecados de la humanidad y, a menudo, se lo presenta como el último cordero sacrificado en el Nuevo Testamento.

### Perspectivas de otras iglesias cristianas
John Wesley, fundador del Metodismo, sostuvo que "los animales tienen un alma inmortal, y que existen considerables similitudes entre los humanos y los animales no-humanos" Él promovió el establecimiento que la Sociedad Vegetariana Americana en 1850.

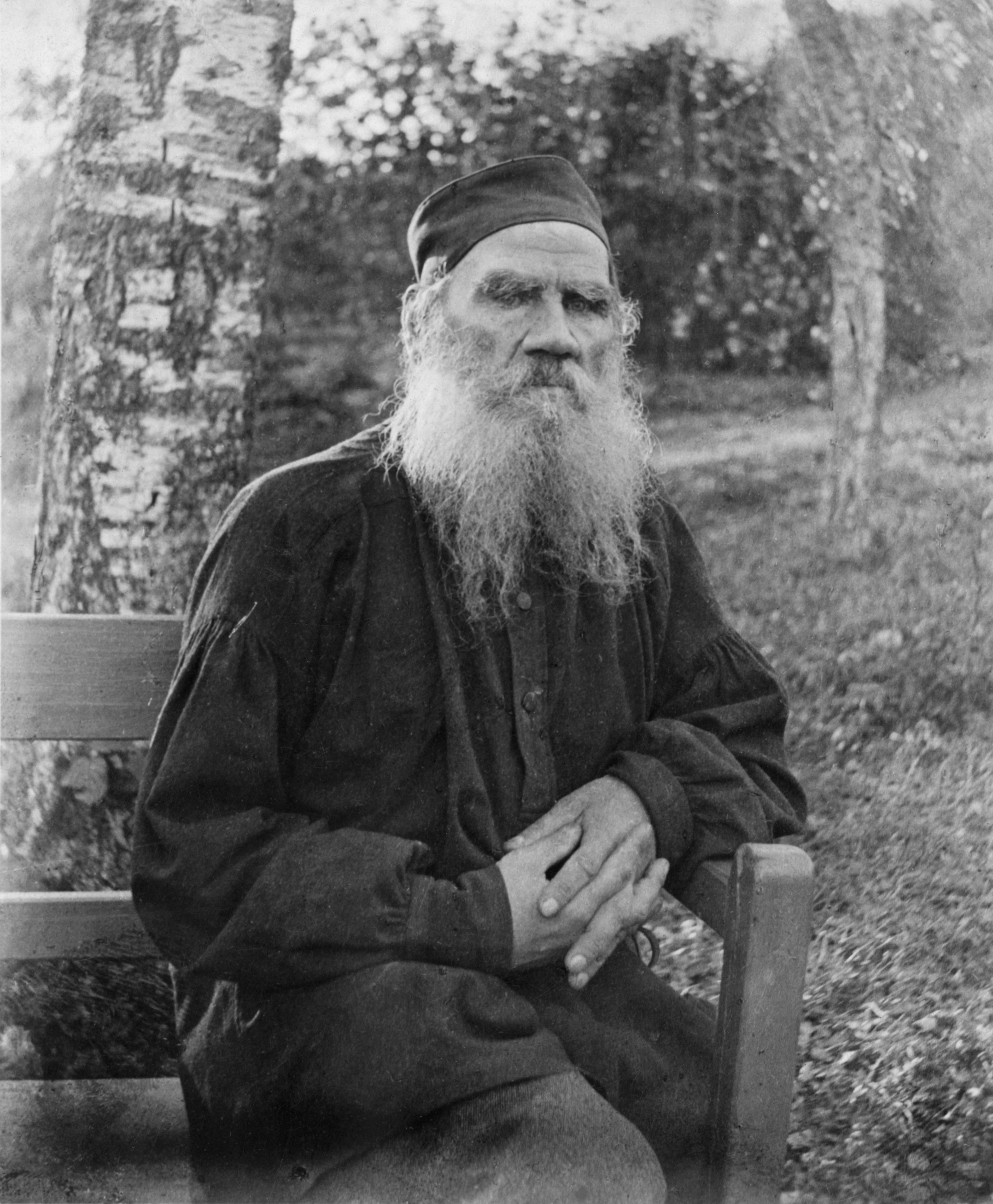
León Tolstoi, novelista ruso considerado como uno de los más grandes escritores de todos los tiempos, ha influenciado fuertemente los debates sobre el pensamiento moral cristiano, incluyendo el trato hacia los animales.

La tradición del vegetarianismo cristiano ha sido durante mucho tiempo un punto de vista minoritario entre las comunidades cristianas, aunque su historia se remonta a muchas décadas de pensamiento religioso. Las opiniones de León Tolstoi, expresadas en cosas como su famoso ensayo de 1909 sobre un matadero, han seguido siendo influyentes durante años. 
El Catecismo de la Iglesia católica toma la posición de que los cristianos están llamados a expresar bondad a las criaturas del mundo en general, y las personas tienen la obligación moral de evitar causar sufrimiento innecesario a los animales. Se permite comer carne en el contexto de la alimentación. Ejemplos de figuras católicas que han escrito a favor de los derechos de los animales y en contra de la ganadería industrial, aunque no sean estrictamente vegetarianos, incluyen al profesor de la Universidad de Fordham Charles Camosy y la columnista Mary Eberstadt. El primero escribió el trabajo Por amor a los animales: ética cristiana, acción consistente sobre el tema, que la segunda elogió mientras escribía para National Review .
Algunas opiniones dentro de la Iglesia de Inglaterra han tomado inspiración en el trabajo del teólogo anglicano Andrew Linzey, quien publicó Derechos de los animales: una evaluación cristiana en 1976 cuando aún era estudiante. Etiquetado por The New York Times por haber "causado sensación en los círculos cristianos" desde su primer libro, es miembro de la facultad de la Universidad de Oxford, así como el fundador y director del Centro de Ética Animal de Oxford., una organización académica independiente.
Algunas bandas a menudo clasificadas como metal cristiano o influenciadas por la música cristiana como Blessthefall, MyChildren MyBride, Gwen Stacy y Sleeping Giant se han pronunciado a favor de los derechos de los animales, y estas declaraciones han atraído la atención de publicaciones seculares relacionadas con la música.

## Respuestas seculares y debate adicional

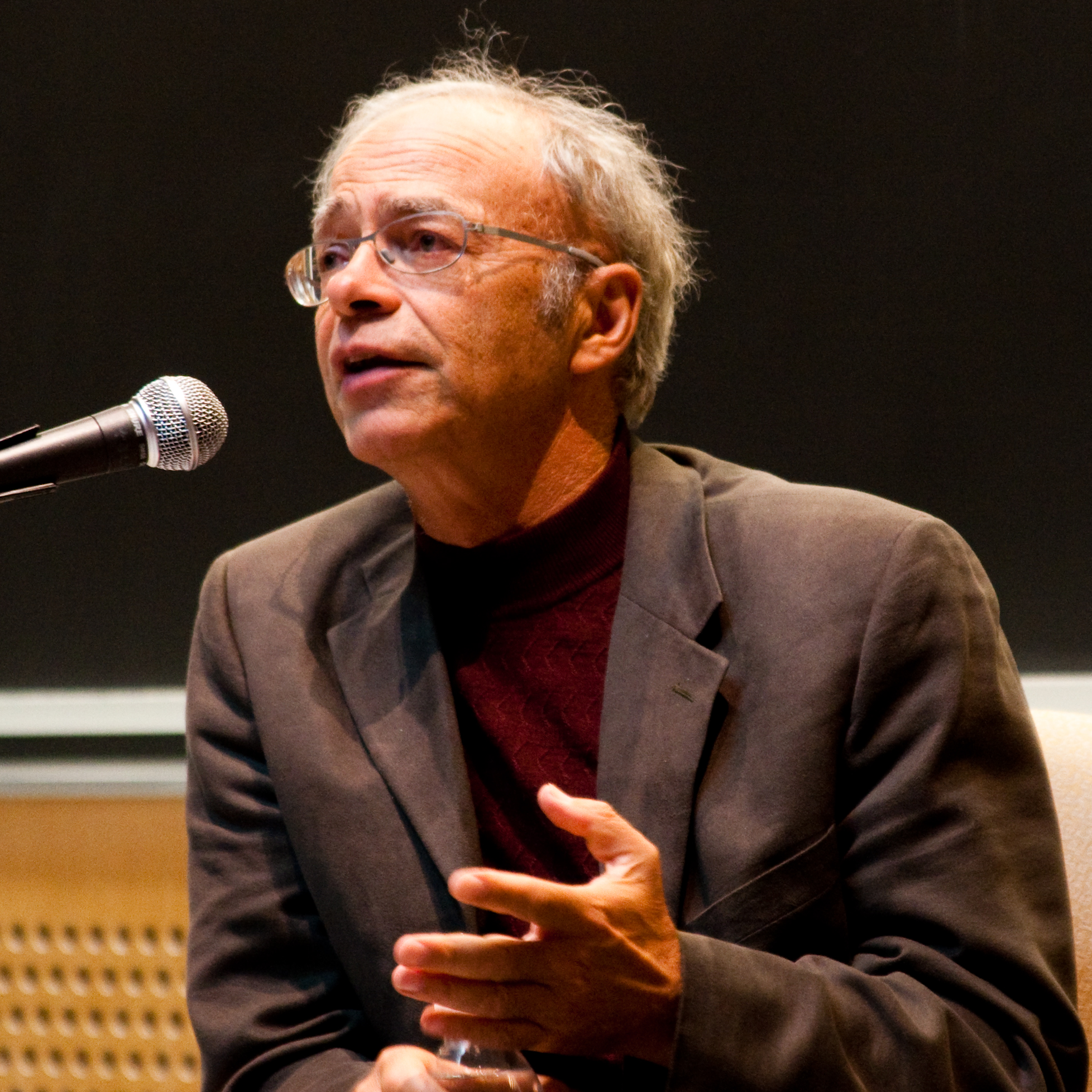
El filósofo Peter Singer aparece aquí en el campus del MIT como ponente en 2009.

El filósofo Peter Singer ha argumentado en publicaciones como su libro Animal Liberation, publicado por primera vez en 1975, que el pensamiento cristiano ha contribuido a la crueldad y el sufrimiento de los animales. Citó comentarios de figuras como Tomás de Aquino sobre el derecho innato de la humanidad a controlar el mundo natural como un freno al progreso en los derechos de los animales. Sin embargo, Singer declaró más tarde que había cambiado sus puntos de vista en parte debido a la complejidad de los diferentes puntos de vista sobre los animales entre los diferentes cristianos.
El filósofo contemporáneo Bernard Rollin escribe que "el dominio no implica ni condona el abuso más de lo que lo hace el dominio que un padre disfruta sobre un hijo". Rollin afirma además que el requisito del  Sabbatt promulgado en los Diez Mandamientos "requería que a los animales se les concediera un día de descanso junto con los humanos. Correlativamente, la Biblia prohíbe 'arar con un buey y un asno juntos' (Deut. 22:10-11). Según la tradición rabínica, esta prohibición se deriva de las penalidades que sufriría un asno al verse obligado a seguir el ritmo de un buey, que es, por supuesto, mucho más poderoso. De manera similar, se encuentra la prohibición de 'poner bozal al buey cuando trilla' (Deut. 25:4-5), e incluso una prohibición ambiental de destruir árboles al asediar una ciudad (Deut. 20:19-20). Estas antiguas regulaciones, "hablan de una conciencia elocuente del estado de los animales como fines en sí mismos", un punto también corroborado por Norm Phelps .